# The Politics of Dancing 2
| Оценки критиков | Оценки критиков |
| Источник        | Оценка          |
| --------------- | --------------- |
| Allmusic        | [ 2 ]           |

The Politics of Dancing 2 — сборник музыки в стиле транс, смикшированной Пол ван Дайком, издан в 2005 году. Пластинка стала продолжением альбома The Politics of Dancing, выпущенного в 2001 году.

## Отзывы музыкальной прессы
Обозреватель сайта Allmusic посчитал альбом доказательством того, что «транс не умер», хотя и отметил его неотличимость от предыдущего сборника.

## Список композиций

### Диск 1
1. Alex Gold — «String Theory» — 3:55
2. Tranquility Base — «Getting Away (Leama & Moor Remix)» — 3:20
3. Calmec — «Tangerine» — 2:51
4. Jose Zamora & Damian DP — «Transatlantic (Andy Moor Remix)» — 3:50
5. Shiloh — «Dream On (Luke Chable Remix)» — 3:46
6. Walsh & Coutre — «Burn» — 4:27
7. Thomas Datt — «Alone» — 5:36
8. Lolo — «Why?» — 5:20
9. Purple Haze — «Adrenaline» — 3:56
10. Kuffdam & Plant — «Summer Dream» — 6:20
11. Filo & Peri — «Closer Now» — 4:14
12. White Water — «The Unknown» — 4:34
13. Marc van Linden — «Forbidden Love» — 3:55
14. Whiteroom — «Someday (Instrumental Mix)» — 4:38
15. Kyau vs. Albert — «Falling Anywhere (Rework)» — 3:35
16. Mr. Sam — «Lyteo (Rank 1 Remix)» — 3:26
17. Solange — «Messages» — 5:46

### Диск 2
1. Пол ван Дайк — «The Other Side» — 8:14
2. Jose Amnesia vs. Serp — «Second Day (Martin Roth Remix)» — 5:59
3. Steve Angello & Sebastian Ingrosso — «Yeah» — 4:39
4. Simon & Shaker — «Make It (Dub Mix)» — 3:44
5. Yellow Blackboard — «Superfly (Andy Moor Remix)» — 4:12
6. Giuseppe Ottaviani — «Linking People» — 5:07
7. Marco V — «More Than A Life Away (Album Extended)» — 3:22
8. Thomas Bronzwaer — «Close Horizon» — 4:23
9. Mark Norman — «T-34» — 4:08
10. CJ Stone — «Shine (Heart Of Stone Mix)» — 5:23
11. Santiago Niño — «Believe (Max Graham's Sidechain Remix)» — 3:09
12. Perasma — «Swing 2 Harmony (Deserves An Effort Symphony Dub Mix)» — 5:12
13. Dallas Superstars — «Higher» — 4:43
14. Wellenrausch — «Carry On» — 4:53
15. Holden & Thompson — «Nothing (93 Returning Mix)» — 6:18